# Нижнє Конго
Нижнє Конго (фр. Bas-Congo) — провінція в Демократичній Республіці Конго.

## Загальні відомості
Згідно з новою конституцією країни від 2005 року, провінція Нижнє Конго в колишніх межах з 2009 року перетворюється в провінцію Центральне Конго (Congo Central).
Площа провінції Нижнє Конго становить 53920 км². Чисельність населення — 3734600 осіб (на 2006). Щільність населення — 69,3 чол./км² (на 2006 рік). Адміністративний центр — місто Матаді. Населення провінції в основному представлено народом баконго, що говорять мовою кіконго.
Провінція була утворена в 1960 році після проголошення незалежності Бельгійського Конго і спочатку носила назву Центральне Конго.

## Географія
Нижнє Конго — найзахідніша з провінцій Демократичної Республіки Конго і єдина, яка має вихід до океану, формуючи виступ. Провінція межує на півночі з Республікою Конго і столичним Дистрикт Кіншаса, на півдні — з Анголою, на північному заході — з ангольським ексклавом Кабінда, на сході — з конголезькою провінцією Кванго. На заході і південному заході вона омивається Атлантичним океаном. Нижнє Конго перетинається з північного сходу на південний захід і як би ділиться на дві частини річкою Конго.
Міста провінції Нижнє Конго: Матаді, Бома, Муанда, Нбанза-Нгунду, Кітона, Лукула.

## Економіка
Основою економіки провінції є сільське господарство, рибальство та добування нафти. У Нижньому Конго знаходяться також морські порти ДРК.